# Rescaldina
Rescaldina – miejscowość i gmina we Włoszech, w regionie Lombardia, w prowincji Mediolan.
Według danych na rok 2004 gminę zamieszkiwały 13 033 osoby, 1629,1 os./km².